# Бабаскин, Юрий Захарович
Юрий Захарович Бабаскин (16.03.1929, Минск — 26.12.2015, Киев) — советский и украинский учёный в области материаловедения, член-корреспондент АН УССР (1985) и НАНУ.
Родился 16.03.1929 в Минске.
Окончил Московский институт стали (1953) по специальности «металлургия чёрных металлов».
Мастер сталелитейного цеха на Омском заводе им. Ворошилова (1953—1955), инженер-технолог сталелитейного цеха на Харьковском заводе транспортного машиностроения им. Малышева (1955—1957), младший научный сотрудник Украинского НИИ металлургии (1957—1959), инженер Киевского института автоматики (1959—1961).
С 1961 г. в Институте проблем литья (с 1996 г. Физико-технологический институт металлов и сплавов) АН УССР (НАНУ): ведущий инженер, младший, старший научный сотрудник, начальник лаборатории (1974—1980), зав. отделом (1980—1999), с 1999 г. главный научный сотрудник.
Доктор технических наук (1981), профессор (1982), член-корреспондент АН УССР (1985).
Диссертации:
- Исследование и усовершенствование процесса получения нержавеющей стали для фасонных тонкостенных отливок : диссертация … кандидата технических наук : 05.00.00. — Киев, 1965. — 127 с. : ил.
- Разработка и исследование новых способов повышения свойств литых сталей и никелевых сплавов присадками дисперсных нитридов и карбидов [Текст] : Автореф. дис. на соиск. учен. степени д. т. н. : (05.16.04) / АН УССР. Ин-т проблем литья. — Киев : [б. и.], 1976. — 32 с.; 20 см.

Другие сочинения:
- Структура и свойства литой стали / Ю. З. Бабаскин. — Киев : Наук. думка, 1980. — 240 с. : ил.; 20 см.
- Экономное легирование стали / Ю. З. Бабаскин, С. Я. Шипицын, Е. Г. Афтандилянц; АН УССР, Ин-т пробл. литья. — Киев : Наук. думка, 1987. — 183,[2] с. : ил.; 22 см.
- Бабаскин Ю. З., Шипицин С. Я., Кирчу И. Ф. Конструкционные и специальные стали с нитридной фазой. Киев : Наукова думка, 2005. 372 с.